# Liste der denkmalgeschützten Objekte in Rossatz-Arnsdorf
Die Liste der denkmalgeschützten Objekte in Rossatz-Arnsdorf enthält die 39 denkmalgeschützten, unbeweglichen Objekte der Gemeinde Rossatz-Arnsdorf.

## Denkmäler
| Foto |                 | Denkmal                                                                                    | Standort                                                    | Beschreibung | Metadaten |
| ---- | --------------- | ------------------------------------------------------------------------------------------ | ----------------------------------------------------------- | --- | --- |
| ja   | Datei hochladen | Römischer Burgus Bacharnsdorf HERIS-ID: 9799 Objekt-ID: 5845                               | neben Bacharnsdorf 7 Standort KG: Mitterarnsdorf            | Der römische, ehemals dreigeschoßige Wachturm mit quadratischem Grundriss stammt aus dem 4. Jahrhundert und schließt an das Haus Nr. 6 an. Die Südwand des Turms ist noch bis fast zur Dachtraufe erhalten. | BDA-Hist.: Q1016108 Status: Bescheid Stand der BDA-Liste: 2025-06-30 Name: Römischer Burgus Bacharnsdorf GstNr.: .69                                                                          |
| ja   | Datei hochladen | Hauerhaus und Presshaus HERIS-ID: 9802 Objekt-ID: 5848                                     | Bacharnsdorf 10 Standort KG: Mitterarnsdorf                 | Der ehemalige Hof des Salzburger Johannes-Spitals ist ein breit gelagerter ein- bis (entsprechend dem abfallenden Gelände) zweigeschoßiger Bau mit Schopfwalmdach. Die spätbarocke Fassade mit Pilastern und abgehängten Volutenschabracken stammt aus der zweiten Hälfte des 18. Jahrhunderts und zeigte sich mit Stand von September 2024 in desolatem Zustand. | BDA-Hist.: Q38049519 Status: Bescheid Stand der BDA-Liste: 2025-06-30 Name: Hauerhaus und Presshaus GstNr.: .73 Bacharnsdorf 10                                                               |
| ja   | Datei hochladen | Befestigungsanlage Türkentor HERIS-ID: 9804 Objekt-ID: 5850                                | Bacharnsdorf, südöstlich Standort KG: Mitterarnsdorf        | Das Türkentor, eine Bruchsteinmauer mit Balkenlöchern und Durchgangsöffnung, ist der Rest einer spätmittelalterlichen Befestigungs- und Sperranlage aus dem 16. Jahrhundert. | BDA-Hist.: Q38049579 Status: § 2a Stand der BDA-Liste: 2025-06-30 Name: Befestigungsanlage Türkentor GstNr.: 949/15 Türkentor Bacharnsdorf                                                    |
| ja   | Datei hochladen | Historische Straße HERIS-ID: 9805 Objekt-ID: 5851                                          | südöstlich Bacharnsdorf Standort KG: Mitterarnsdorf         | Am Burgus in Bacharnsdorf beginnen zwei Altstraßenzüge, die heute noch im Gelände gut sichtbar sind und in Abschnitten Pflasterung mit Steinplatten erkennen lassen, die teilweise noch aus der Römerzeit, in größeren Teilstücken aus dem Mittelalter und der frühen Neuzeit stammen. | BDA-Hist.: Q38049596 Status: § 2a Stand der BDA-Liste: 2025-06-30 Name: Historische Straße GstNr.: 949/15                                                                                     |
| ja   | Datei hochladen | Kath. Pfarrkirche hl. Rupert HERIS-ID: 9796 Objekt-ID: 5842                                | neben Hofarnsdorf 2 Standort KG: Mitterarnsdorf             | Das fünfjochige Langhaus in Form einer spätgotischen Staffelhalle stammt aus der Mitte oder dem Ende des 15. Jahrhunderts, während der Westturm im Kern romanisch ist und möglicherweise über den Mauern eines römischen Befestigungsturms errichtet wurde. Der barocke Chor entstand ab 1770 nach Abbruch des gotischen Chors. Das Gebäude hat hohe, im Osten abgewalmte Dächer, der gedrungene Turm ein Keildach. Im Inneren befinden sich Wandmalereien aus dem 16. und 17. Jahrhundert sowie eine spätgotische polygonale Steinkanzel. Die beiden Seitenaltäre enthalten Altarbilder des Kremser Schmidt. Sowohl im Innenraum als auch an den Außenwänden sind verschiedene Grabdenkmäler zu sehen. | BDA-Hist.: Q38049425 Status: § 2a Stand der BDA-Liste: 2025-06-30 Name: Kath. Pfarrkirche hl. Rupert GstNr.: .4 Pfarrkirche St. Rupert, Hofarnsdorf                                           |
| ja   | Datei hochladen | Anlage Schloss Hofarnsdorf HERIS-ID: 9795 Objekt-ID: 5841seit 2017                         | Hofarnsdorf 1 Standort KG: Mitterarnsdorf                   | Das Schloss Hofarnsdorf war ursprünglich ein Freihof des Erzbistums Salzburg. 1829 wurde der Hof verkauft und in ein Schloss umgebaut. Um 1890 erfolgte eine Modernisierung in historistischem Stil. Das Langhaus der Pfarrkirche von Hofarnsdorf stammt aus der Mitte oder dem Ende des 15. Jahrhunderts, der Turm ist im Kern romanisch. | BDA-Hist.: Q38049415 Status: Bescheid Stand der BDA-Liste: 2025-06-30 Name: Anlage Schloss Hofarnsdorf GstNr.: .1/1, .1/2, 86/1 Schloss Hofarnsdorf                                           |
| ja   | Datei hochladen | Arbeiterwohnhaus HERIS-ID: 9792 Objekt-ID: 5838                                            | Hofarnsdorf 6 Standort KG: Mitterarnsdorf                   | Das zwischen 1920 und 1930 entstandene Arbeiterwohnhaus besteht aus zwei zweigeschoßigen Bauten mit Schopfwalmdach, die in stumpfem Winkel an einander gestellt sind. Im straßenseitigen Zwickel ist ein gerundetes Stiegenhaus eingesetzt. | BDA-Hist.: Q38049330 Status: Bescheid Stand der BDA-Liste: 2025-06-30 Name: Arbeiterwohnhaus GstNr.: .8                                                                                       |
| ja   | Datei hochladen | Hauerhaus HERIS-ID: 9791 Objekt-ID: 5837                                                   | Hofarnsdorf 8 Standort KG: Mitterarnsdorf                   | Der ehemalige (bis 1723) salzburgische Zehenthof besteht aus zwei hakenförmigen, unregelmäßig um einen Hof angeordneten und durch ein Tor verbundenen zweigeschoßigen Trakten. Das Anwesen enthält eine ehemalige Rauchküche. | BDA-Hist.: Q38049308 Status: Bescheid Stand der BDA-Liste: 2025-06-30 Name: Hauerhaus GstNr.: .12                                                                                             |
| ja   | Datei hochladen | Bildstock HERIS-ID: 9806 Objekt-ID: 5852                                                   | Hofarnsdorf, südlich Standort KG: Mitterarnsdorf            | Der spätmittelalterliche Bildstock besteht aus einem achtkantigen Pfeiler und einem kreuzgratgewölbten Tabernakelaufsatz. | BDA-Hist.: Q38049615 Status: § 2a Stand der BDA-Liste: 2025-06-30 Name: Bildstock GstNr.: 944/1                                                                                               |
| ja   | Datei hochladen | Pfarrhof/Niederhof HERIS-ID: 9809 Objekt-ID: 5855                                          | Mitterarnsdorf 31 Standort KG: Mitterarnsdorf               | Der stattliche Pfarrhof, früher Sitz des Hofmeisters des salzburgischen Domkapitels, entstand um einen mittelalterlichen Kern als zweigeschoßiger Bau mit steilem Satteldach. Im Inneren sind gewölbte Räume, im Obergeschoß eine Stuckdecke in barocken Formen vorhanden. | BDA-Hist.: Q38049651 Status: § 2a Stand der BDA-Liste: 2025-06-30 Name: Pfarrhof/Niederhof GstNr.: .43                                                                                        |
| ja   | Datei hochladen | Wirtschaftsgebäude des Pfarrhofs HERIS-ID: 72389 Objekt-ID: 85620                          | Mitterarnsdorf 31 Standort KG: Mitterarnsdorf               | Das eingeschoßige Wirtschaftsgebäude des Pfarrhofs entstand zum Teil aus dem Material eines 1814 abgetragenen mittelalterlichen Gebäudes. Westlich davon befindet sich ein tonnengewölbter Kellerbau mit einem rundbogigen Steinportal aus der zweiten Hälfte des 15. Jahrhunderts. | BDA-Hist.: Q38130344 Status: § 2a Stand der BDA-Liste: 2025-06-30 Name: Wirtschaftsgebäude des Pfarrhofs GstNr.: .43                                                                          |
| ja   | Datei hochladen | Kath. Filialkirche hl. Katharina HERIS-ID: 9808 Objekt-ID: 5854                            | Mitterarnsdorf 31, neben Standort KG: Mitterarnsdorf        | Der kleine gotische, innen barockisierte Saalbau wurde um die Mitte des 14. Jahrhunderts errichtet. Das Gebäude ist schlank proportioniert mit steilen Dächern und einem hölzernen Dachreiter vermutlich aus dem 18. bis 19. Jahrhundert. Das Langhaus hat eine Flachdecke mit Stuckdekor, der Chor ein Kreuzrippengewölbe mit Rosettenschlussstein. Vorhandene mittelalterliche Wandmalereien sind nur schlecht erhalten. | BDA-Hist.: Q38049634 Status: § 2a Stand der BDA-Liste: 2025-06-30 Name: Kath. Filialkirche hl. Katharina GstNr.: .44 Filialkirche Mitterarnsdorf                                              |
| ja   | Datei hochladen | Salzburgerhof mit Gartenportal, Ummauerung und Scheune HERIS-ID: 9779 Objekt-ID: 5824      | Oberarnsdorf 43 Standort KG: Oberarnsdorf                   | Der ehemalige Lesehof des Benediktinerstiftes St. Peter in Salzburg ist ein dominanter, der Straßenkrümmung angepasster Bau in Form eines verzogenen, mehrfach geknickten Kubus mit vielen Verschneidungen im hohen Walmdach, entstanden in mehreren Phasen im 15. bis 18. Jahrhundert. Die Fassade ist 1743 bezeichnet und trägt Bilder der Heiligen Petrus, Rupert und Florian sowie das Wappen des Abtes Dominik Hagenauer. In der Seitenwand befinden sich Reste der barocken Fensterrahmung sowie ein geschweiftes ehemaliges Gartenportal. | BDA-Hist.: Q38049162 Status: § 2a Stand der BDA-Liste: 2025-06-30 Name: Salzburgerhof mit Gartenportal, Ummauerung und Scheune GstNr.: .40                                                    |
| ja   | Datei hochladen | Brunnen HERIS-ID: 72387 Objekt-ID: 85618                                                   | Sankt Johann im Mauerthale 1, bei Standort KG: Oberarnsdorf | Nördlich neben der Kirche St. Johann im Mauerthale befindet sich das steinerne barocke Brunnenbecken, das von einer glockenförmigen Schindelhaube auf Pfeilern überdacht ist. | BDA-Hist.: Q38130327 Status: § 2a Stand der BDA-Liste: 2025-06-30 Name: Brunnen GstNr.: .53/2                                                                                                 |
| ja   | Datei hochladen | Kath. Filialkirche hl. Johannes der Täufer HERIS-ID: 9764 Objekt-ID: 5809                  | Sankt Johann im Mauerthale 1 Standort KG: Oberarnsdorf      | Die 1240 urkundlich erwähnte, im Kern romanische Kirche mit gotischem Nordchor und zierlichem spätgotischem Turm ist von einer niedrigen Umfassungsmauer umgeben. | BDA-Hist.: Q38048937 Status: § 2a Stand der BDA-Liste: 2025-06-30 Name: Kath. Filialkirche hl. Johannes der Täufer GstNr.: .53/1 Filialkirche Sankt Johann im Mauerthale                      |
| ja   | Datei hochladen | Bildstock HERIS-ID: 9766 Objekt-ID: 5811                                                   | Oberarnsdorf 82W, bei Standort KG: Oberarnsdorf             | Der Kapellenbildstock stammt aus der ersten Hälfte des 19. Jahrhunderts. | BDA-Hist.: Q38048999 Status: § 2a Stand der BDA-Liste: 2025-06-30 Name: Bildstock GstNr.: 545/2                                                                                               |
| ja   | Datei hochladen | Hauerhaus mit Wirtschaftsgebäude HERIS-ID: 9760 Objekt-ID: 5805                            | Rossatz 7 Standort KG: Rossatz                              | Die ehemalige herrschaftliche Taverne stammt aus dem 16./17. Jahrhundert. Das eingeschoßige Gebäude mit Keller- und Dachspeichergeschoß sowie Schopfwalmdach hat in der Mitte der Fassade einen Risaliterker mit Pultwalmdach; darunter befindet sich der Kellerabgang. Links befindet sich das Hoftor, rechts ein eingeschoßiger Wirtschaftsbau mit integriertem Hoftor aus dem 16. Jahrhundert. | BDA-Hist.: Q38048885 Status: Bescheid Stand der BDA-Liste: 2025-06-30 Name: Hauerhaus mit Wirtschaftsgebäude GstNr.: .8                                                                       |
| ja   | Datei hochladen | Ehem. Schule, Kindergarten HERIS-ID: 9755 Objekt-ID: 5800                                  | Rossatz 12 Standort KG: Rossatz                             | Das zweigeschoßige Gebäude des heutigen Landeskindergartens ist 1607/14 als Schule urkundlich erwähnt. Die Fassade stammt aus 1826. Die Mittelachse ist durch ein ausgebogenes Mittelfußgesims betont. | BDA-Hist.: Q38048792 Status: § 2a Stand der BDA-Liste: 2025-06-30 Name: Ehem. Schule, Kindergarten GstNr.: .15                                                                                |
| ja   | Datei hochladen | Pfarrhof HERIS-ID: 9752 Objekt-ID: 5797                                                    | Rossatz 13 Standort KG: Rossatz                             | Der zweigeschoßige Bau mit Walmdach stammt im Kern aus dem Spätmittelalter und wurde Ende des 18. Jahrhunderts aufgestockt und fassadiert. Seitlich in der Hofmauer sitzt ein spätbarockes Korbbogenportal. Im Inneren sind verschnittene Kreuzgrat- und Stichkappengewölbe aus dem 15. und 16. Jahrhundert sowie eine ehemalige schwarze Küche vorhanden. | BDA-Hist.: Q38048692 Status: § 2a Stand der BDA-Liste: 2025-06-30 Name: Pfarrhof GstNr.: .16                                                                                                  |
| ja   | Datei hochladen | Bauernhaus Subenhof HERIS-ID: 34877 Objekt-ID: 33361                                       | Rossatz 16 Standort KG: Rossatz                             | Die Bausubstanz des Lesehofs des Stiftes Suben am Inn stammt aus dem 15./16. Jahrhundert. Er besteht aus zwei zweigeschoßigen, um eine Achse gegeneinander versetzten Straßentrakten mit Satteldächern. Über dem Rundbogenportal im linken Trakt befindet sich eine spätgotische Schlüsselscharte und seitlich ein im Putz angedeutetes Spitzbogenfenster, an der Schmalseite des vorspringenden Traktes einen Erker auf abgewellten Konsolen über einem Rundbogenportal. Das Haussegensbild zeigt den Hl. Georg. | BDA-Hist.: Q37960702 Status: Bescheid Stand der BDA-Liste: 2025-06-30 Name: Bauernhaus Subenhof GstNr.: .19/1, .19/2                                                                          |
| ja   | Datei hochladen | Gemeindeamt HERIS-ID: 9735 Objekt-ID: 5780                                                 | Rossatz 29 Standort KG: Rossatz                             | Das eingeschoßige Gebäude über einem hochgezogenen Kellergeschoß stammt im Kern aus dem 15./16. Jahrhundert und wurde 1627 nach einem Brand wieder aufgebaut. Die geknickte Fassade ist durch Quaderpilaster gegliedert. Im Inneren ist ein profiliertes Schulterportal aus dem Jahr 1529 erhalten; im unverändert erhaltenen südwestlichen Trakt aus dem 16. Jahrhundert ist eine Rauchküche vorhanden. | BDA-Hist.: Q38048220 Status: § 2a Stand der BDA-Liste: 2025-06-30 Name: Gemeindeamt GstNr.: .35                                                                                               |
| ja   | Datei hochladen | Hauerhaus und Wirtschaftsgebäude HERIS-ID: 9731 Objekt-ID: 5776                            | Rossatz 49 Standort KG: Rossatz                             | Der stattliche zweigeschoßige Bau stammt im Kern aus dem Spätmittelalter und aus der zweiten Hälfte des 16. Jahrhunderts. Durch einen etwas niedrigeren Quertrakt hinter der straßenseitigen geschweiften Tormauer wird ein kleiner Hof gebildet. Der Wohntrakt ist durch eine Putzfassade aus dem vierten Viertel des 18. Jahrhunderts mit Bänderung im Erdgeschoß, Schuppenpilastergliederung und Fensterrahmungen, ein Mansarddach, Renaissanceschornsteine und barocke Gaupen gestaltet. Die Innenräume haben Gewölbe aus der zweiten Hälfte des 16. Jahrhunderts, Flachdecken mit barocken Stuckspiegeln sowie in einem Raum eine spätmittelalterliche Holzbalkendecke. Das dreigeschoßige Wirtschaftsgebäude stammt aus dem 18. Jahrhundert. | BDA-Hist.: Q38048175 Status: Bescheid Stand der BDA-Liste: 2025-06-30 Name: Hauerhaus und Wirtschaftsgebäude GstNr.: .55/1, .55/2                                                             |
| ja   | Datei hochladen | Ehem. Marktrichterhaus HERIS-ID: 9727 Objekt-ID: 5772                                      | Rossatz 54 Standort KG: Rossatz                             | Das markante zweigeschoßige hakenförmige Gebäude mit mehrfach gestufter und leicht geknickter Fassade wurde vom 16. bis zum 18. Jahrhundert mehrfach umgebaut. Die Fassade ist durch Ortsteinsgraffitodekor gestaltet und weist drei Achsen unter einem Schopfwalmdach sowie einen Flacherker auf Konsolen auf; seitlich über der Durchfahrt sind spätgotische Fenstergewände und vermutlich originale Gitter vorhanden. Hofseitig ist ein Pyramidenkamin integriert. | BDA-Hist.: Q38048085 Status: Bescheid Stand der BDA-Liste: 2025-06-30 Name: Ehem. Marktrichterhaus GstNr.: .61                                                                                |
| ja   | Datei hochladen | Figurenbildstock hl. Johannes Nepomuk HERIS-ID: 9726 Objekt-ID: 5771                       | vor Rossatz 54 Standort KG: Rossatz                         | Die Statue des Heiligen mit Engeln wurde 1721 geschaffen. Auf dem Postament befindet sich eine Stifterinschrift. | BDA-Hist.: Q38048066 Status: § 2a Stand der BDA-Liste: 2025-06-30 Name: Figurenbildstock hl. Johannes Nepomuk GstNr.: 1516/1 Figurenbildstock Nepomuk Rossatz                                 |
| ja   | Datei hochladen | Schloss Rossatz HERIS-ID: 9717 Objekt-ID: 5762                                             | Rossatz 74 Standort KG: Rossatz                             | Das Schloss ist ein im Kern spätmittelalterlicher Renaissancebau mit Walmdach aus der zweiten Hälfte des 16. Jahrhunderts. Die Fenster der Fassade zum Platz sind symmetrisch zur Mittelachse angeordnet; gemalte Fensterrahmungen, Scheinfenster und seitliche Säulen entstanden Ende des 17. Jahrhunderts. Im zweiten Geschoß sind Fensterkörbe angebracht. An der Nordseite ist eine 1647 datierte Sonnenuhr gemalt. In der Mittelachse sitzt das hohe Rundbogentor mit Prellsteinen. Hofseitig sind eine gemalte Sonnenuhr (bezeichnet 1600) und am Hofflügel dreigeschoßige Arkaden vorhanden. An den Hofflügel schließt eine Umfassungsmauer mit zwei kleinen Ecktürmen an. | BDA-Hist.: Q38047881 Status: Bescheid Stand der BDA-Liste: 2025-06-30 Name: Schloss Rossatz GstNr.: .82 Schloss Rossatz                                                                       |
| ja   | Datei hochladen | Hauerhaus und Presshaus HERIS-ID: 9749 Objekt-ID: 5794                                     | Rossatz 84 Standort KG: Rossatz                             | Der kubische eingeschoßige Eckbau mit hochgezogenem Kellergeschoß, nachbarocker Putzfassade und markantem Mansarddach wurde 1808 errichtet. Im angrenzenden Wirtschaftstrakt befindet sich die Hofdurchfahrt; straßenseitig schließt das Presshaus an. | BDA-Hist.: Q38048631 Status: Bescheid Stand der BDA-Liste: 2025-06-30 Name: Hauerhaus und Presshaus GstNr.: .22, 1                                                                            |
| ja   | Datei hochladen | Hotel Nibelungenhof und zwei Wirtschaftsgebäude HERIS-ID: 9720 Objekt-ID: 5765             | Rossatz 102 Standort KG: Rossatz                            | Der dreigeschoßige Bau im Heimatstil mit zwei kleinen Wirtschaftsgebäuden wurde 1910 nach Plänen von C. Kopetschny als Hotel errichtet. Das Treppenhaus ist symmetrisch durch zwei Risalite flankiert; donauseitig befinden sich ein vierachsiger Mittelrisalit und seitliche Pfeilerloggien. Markant sind das Fachwerkdekor, verschiedene Rieselputze sowie die vielfältige Dachlandschaft mit steilen ziegelgedeckten Schopfwalmdächern und hohen Rauchfängen mit Satteldachköpfen. | BDA-Hist.: Q38047927 Status: Bescheid Stand der BDA-Liste: 2025-06-30 Name: Hotel Nibelungenhof und zwei Wirtschaftsgebäude GstNr.: .165                                                      |
| ja   | Datei hochladen | Friedhofskapelle HERIS-ID: 9746 Objekt-ID: 5791                                            | gegenüber Rossatz 95 Standort KG: Rossatz                   | Der schlichte Bau mit Dachreiter wurde Ende des 19. Jahrhunderts errichtet. | BDA-Hist.: Q38048581 Status: § 2a Stand der BDA-Liste: 2025-06-30 Name: Friedhofskapelle GstNr.: .135                                                                                         |
| ja   | Datei hochladen | Kreuzwegstationen HERIS-ID: 9748 Objekt-ID: 5793                                           | Rossatz, westlich Standort KG: Rossatz                      | Die sieben Kreuzwegstationen in Form von mächtigen Breitpfeilern unter Satteldächern und beschrifteten Ölbildern in den Nischen entlang der Straße nach St. Lorenz wurden 1689 gestiftet und entstanden im 18. Jahrhundert. | BDA-Hist.: Q38048614 Status: § 2a Stand der BDA-Liste: 2025-06-30 Name: Kreuzwegstationen GstNr.: 1518/1                                                                                      |
| ja   | Datei hochladen | Schiffmeisterhaus HERIS-ID: 9819 Objekt-ID: 5865                                           | Rossatzbach 10 Standort KG: Rossatz                         | Der kubische Bau stammt im Kern aus dem Ende des 15. bzw. Anfang des 16. Jahrhunderts. | BDA-Hist.: Q38049817 Status: Bescheid Stand der BDA-Liste: 2025-06-30 Name: Schiffmeisterhaus GstNr.: .104                                                                                    |
| ja   | Datei hochladen | Römischer Burgus Windstallgraben HERIS-ID: 9818 Objekt-ID: 5864                            | Rossatzbach, südöstlich Standort KG: Rossatz                | Der Burgus am Ausgang des Windstalgrabens wurde vermutlich im 4. Jahrhundert über einem kleineren Vorgängerbau aus dem 2. oder 3. Jahrhundert errichtet. Die parallel zur B 33 verlaufende Nordostseite war bis auf die im Straßengraben gelegenen Grundmauern zerstört. Das gleiche Bild zeigte auch die bis zu einem Drittel devastierte Südostseite. An der Ecke Südwestseite blieb bis zu 1,5 m aufgehendes Mauerwerk erhalten. Der weitere Verlauf der SW-Front und auch der südliche Abschnitt der Nordwestseite waren vollkommen zerstört. Auch blieb noch ein 1 m hoher Rest der Südostecke erhalten. | BDA-Hist.: Q64512584 Status: Bescheid Stand der BDA-Liste: 2025-06-30 Name: Römischer Burgus Windstallgraben GstNr.: 1507/1                                                                   |
| ja   | Datei hochladen | Kath. Pfarrkirche hl. Jakob d. Ä. HERIS-ID: 9753 Objekt-ID: 5798                           | Rossatz 24, gegenüber Standort KG: Rossatz                  | Die dem hl. Jakobus dem Älteren geweihte Pfarrkirche ist eine gotische, im Kern spätromanische dreischiffige Basilika mit einem rechteckigen Chor und einem im Westen angeordneten Turm. Das Langhaus wurde im ersten Viertel des 14. Jahrhunderts angelegt. Im Norden ist eine spätgotische Vorhalle mit Sitznischen angefügt. Der First des Walmdachs, das den Chor deckt, liegt etwas höher als der des Schiffs. Im Westen ist ein mächtiger gotischer Turm mit gekuppelten gotischen Fenstern auf allen Seiten vorgestellt; das Keildach wurde 1900 errichtet, die großen Firstknäufe wurden in alter Form 1987 neu hergestellt. Die Einrichtung (Altäre, Kanzel) ist neugotisch aus dem Jahr 1902. Zur Ausstattung gehören Kreuzwegbilder aus 1768, verschiedene Gemälde aus dem späten 17. Jahrhundert sowie ein spätgotischer Taufstein, ein Opferstock und ein Weihwasserstein aus derselben Periode. Zwei granitene Grabsteine datieren vom Ende des 13. oder Anfang des 14. Jahrhunderts. Eine der Glocken wurde 1504 gegossen. | BDA-Hist.: Q38048730 Status: § 2a Stand der BDA-Liste: 2025-06-30 Name: Kath. Pfarrkirche hl. Jakob d. Ä. GstNr.: .83 Pfarrkirche Rossatz                                                     |
| ja   | Datei hochladen | Kriegerdenkmal HERIS-ID: 9754 Objekt-ID: 5799                                              | Rossatz 24, gegenüber Standort KG: Rossatz                  | Das Denkmal in Form eines Reliefs eines trauernden Soldaten auf einem hohen Postament wurde 1921 errichtet. | BDA-Hist.: Q38048763 Status: § 2a Stand der BDA-Liste: 2025-06-30 Name: Kriegerdenkmal GstNr.: .83                                                                                            |
| ja   | Datei hochladen | Pranger HERIS-ID: 9740 Objekt-ID: 5785                                                     | Rossatz 74, bei Standort KG: Rossatz                        | Der Pranger ist in Form von zwei übereinander aufgestellten Steinpfeilern, die von einer Kugel bekrönt sind, ausgeführt und mit der Jahreszahl 1633 datiert. | BDA-Hist.: Q38048483 Status: § 2a Stand der BDA-Liste: 2025-06-30 Name: Pranger GstNr.: 1516/1                                                                                                |
| ja   | Datei hochladen | Wohnhaus HERIS-ID: 9817 Objekt-ID: 5863                                                    | Kienstock 8 Standort KG: Rührsdorf                          | Das eingeschoßige blockhafte Gebäude mit Kellergeschoß und Walm- bzw. Schopfwalmdach stand ehemals in Passauer Besitz und stammt im Kern aus dem späten Mittelalter oder der frühen Neuzeit. | BDA-Hist.: Q38049786 Status: Bescheid Stand der BDA-Liste: 2025-06-30 Name: Wohnhaus GstNr.: .43                                                                                              |
| ja   | Datei hochladen | Bildstock, Rührsdorfer Rotes Kreuz HERIS-ID: 73054 Objekt-ID: 86338                        | Rührsdorf Standort KG: Rührsdorf                            | Ein Holzpfeiler mit hölzernem Tabernakelaufsatz aus dem Jahr 1746 (lt. angegebener Jahreszahl) wurde im 19. Jahrhundert ummantelt; Plakette „7. März 1893“, Renovierungsdaten: 19. Mai 1995 und 2009. Anmerkung: In Fehlerliste eingetragen. Richtige GStNr.: 227/1 | BDA-Hist.: Q38131866 Status: § 2a Stand der BDA-Liste: 2025-06-30 Name: Bildstock, Rührsdorfer Rotes Kreuz GstNr.: 255/1 Rührsdorfer Rotes Kreuz                                              |
| ja   | Datei hochladen | Wohnhaus, Römischer Burgus HERIS-ID: 9821 Objekt-ID: 5867seit 2017                         | Sankt Lorenz 4 Standort KG: Rührsdorf                       | Das durch eine gemeinsame Mauer mit der Kirche verbundene mittelalterliche Haus ist über den Resten eines der Wachtürme errichtet, die Kaiser Valentinian I. entlang des Donaulimes anlegen ließ. | BDA-Hist.: Q38049846 Status: Bescheid Stand der BDA-Liste: 2025-06-30 Name: Wohnhaus, Römischer Burgus GstNr.: .37                                                                            |
| ja   | Datei hochladen | Kath. Filialkirche hl. Lorenz und Reste von Vorgängerbauten HERIS-ID: 9823 Objekt-ID: 5869 | Sankt Lorenz Standort KG: Rührsdorf                         | Das romanische Langhaus wurde im 12. bzw. 13. Jahrhundert errichtet. Dabei wurde aufgehendes Mauerwerk eines römischen Burgus aus dem 4. Jahrhundert in die Nordwand einbezogen. Hinter einer übergiebelten barocken Vorhalle im Süden befindet sich ein romanisches Rundbogenportal mit originalem Türflügel. Der niedrige eingezogene Chor trägt wie das Langhaus ein Satteldach; die ursprünglich romanischen Fenster wurden in der Gotik spitzbogig umgestaltet und der Chor hat ein gotisches Kreuzrippengewölbe. Der gedrungene Turm trägt einen gemauerten gotischen Pyramidenhelm, der von einer Steinkugel gekrönt ist. Im Chor wurden spätromanische Fresken aus der Zeit um 1300 freigelegt. | BDA-Hist.: Q38049897 Status: Bescheid Stand der BDA-Liste: 2025-06-30 Name: Kath. Filialkirche hl. Lorenz und Reste von Vorgängerbauten GstNr.: .38 Filialkirche hl. Lorenz, Rossatz-Arnsdorf |
| ja   | Datei hochladen | Kalvarienberg/Kreuzweg HERIS-ID: 73011 Objekt-ID: 86293                                    | Standort KG: Rührsdorf                                      | Der Kalvarienberg ist seit 1689 Teil des in Rossatz beginnenden Kreuzwegs. In einem Steinbruch ist über einer Futtermauer mit drei zugemauerten Bögen (den Resten der barocken Anlage) eine Terrasse mit drei Holzkreuzen angelegt, die über eine seitliche Treppe zu erreichen ist. | BDA-Hist.: Q38131652 Status: § 2a Stand der BDA-Liste: 2025-06-30 Name: Kalvarienberg/Kreuzweg GstNr.: .41                                                                                    |